# Bottens
Bottens ist eine politische Gemeinde im Distrikt Gros-de-Vaud des Kantons Waadt in der Schweiz.

## Geographie
Bottens liegt auf 730 m ü. M., 3 km südöstlich von Echallens und 12 km nördlich der Kantonshauptstadt Lausanne (Luftlinie). Das Dorf erstreckt sich auf einem Hochplateau östlich des Talent, im östlichen Gros de Vaud, am Nordwestrand der Höhen des Jorat, im Waadtländer Mittelland.
Die Fläche des 6,8 km² grossen Gemeindegebiets umfasst einen Abschnitt des Hochplateaus im zentralen Waadtländer Mittelland. Die westliche Begrenzung bildet das Tal des Talent, zu dem von Bottens die Bäche Posat und Combron fliessen. Im bewaldeten Tal des letzteren verläuft die südwestliche Grenze. Nach Osten erstreckt sich der Gemeindeboden über das Plateau von Bottens, die Waldhöhe Planche Riande (783 m ü. M.) und das Quellgebiet des Coruz (im Einzugsbereich der Mentue) bis auf die Höhe von La Carnacière, auf der mit 848 m ü. M. die höchste Erhebung von Bottens erreicht wird. Von der Gemeindefläche entfielen 1997 7 % auf Siedlungen, 19 % auf Wald und Gehölze und 74 % auf Landwirtschaft.
Zu Bottens gehören die Hofsiedlungen Chalet Curial (755 m ü. M.) südlich der Planche Riande, Mandou (753 m ü. M.) im Quellgebiet des Coruz, Grands Troncs (830 m ü. M.) auf dem Hochplateau des Jorat und zahlreiche Einzelhöfe. Nachbargemeinden von Bottens sind Echallens, Poliez-le-Grand, Poliez-Pittet, Froideville, Lausanne, Bretigny-sur-Morrens und Assens.

## Bevölkerung
Mit 1374 Einwohnern (Stand 31. Dezember 2023) gehört Bottens zu den kleineren Gemeinden des Kantons Waadt. Von den Bewohnern sind 93,0 % französischsprachig, 3,3 % deutschsprachig und 1,2 % portugiesischsprachig (Stand 2000). Die Bevölkerungszahl von Bottens belief sich 1850 auf 464 Einwohner, 1900 auf 422 Einwohner. Seit 1970 (424 Einwohner) wurde eine rasche Bevölkerungszunahme mit einer Verdoppelung der Einwohnerzahl innerhalb von 40 Jahren beobachtet.

## Wirtschaft
Bottens war bis Mitte des 20. Jahrhunderts ein vorwiegend durch die Landwirtschaft geprägtes Dorf. Heute haben der Ackerbau, der Obstbau und die Viehzucht nur noch eine untergeordnete Bedeutung in der Erwerbsstruktur der Bevölkerung. Im 18. Jahrhundert wurde in Bottens eine Ziegelei betrieben. Seit dem Ende der 1970er Jahre liessen sich neue Unternehmen im Ort nieder, darunter Betriebe des Baugewerbes, eine mechanische Werkstatt sowie ein Gartenbaubetrieb. In den letzten Jahrzehnten hat sich das Dorf zu einer Wohngemeinde entwickelt. Die meisten Erwerbstätigen sind deshalb Wegpendler, die hauptsächlich im Grossraum Lausanne arbeiten.

## Verkehr
Die Gemeinde ist verkehrstechnisch recht gut erschlossen. Sie liegt an einer Verbindungsstrasse von Lausanne nach Thierrens. Bottens wird durch die Autobuslinie 60 (Lausanne-Froideville) der Transports publics de la région Lausannoise bedient. Ferner besitzt Bottens auch eine Postautoverbindung mit Echallens.

## Geschichte
Die erste urkundliche Erwähnung des Ortes erfolgte 1142 unter dem Namen Botens. Später erschienen die Bezeichnungen Boctens (1228), Bouteins (1380), Boutain (1381), Boutans (1397) und Boutan (1414). Der Ortsname geht auf den burgundischen Personennamen Bôto zurück und bedeutet bei den Leuten des Bôto.
Seit dem Mittelalter gehörte Bottens dem Bischof von Lausanne, der den Ort den Edlen von Bottens zum Lehen gab. Durch Kauf kam Bottens nach 1342 unter Girard de Montfaucon an die Herrschaft Echallens. Im Rahmen der Burgunderkriege und nachdem die Eidgenossen das Schloss zerstört hatten, kam Bottens 1475 an die Vogtei Orbe-Echallens, die unter der gemeinen Herrschaft von Bern und Freiburg stand. Die Reformation konnte sich in Bottens nicht durchsetzen, deshalb wurde die Gemeinde eine gemischte Pfarrei mit einer Mehrheit an Katholiken. Nach dem Zusammenbruch des Ancien Régime gehörte Bottens von 1798 bis 1803 während der Helvetik zum Kanton Léman, der anschliessend mit der Inkraftsetzung der Mediationsverfassung im Kanton Waadt aufging. 1798 wurde es dem Bezirk Echallens zugeteilt.

## Sehenswürdigkeiten
Die bereits im 12. Jahrhundert erwähnte Pfarrkirche gehörte zunächst der Abtei Montheron. Sie wurde seit der Reformationszeit sowohl von den Katholiken als auch von den Protestanten genutzt. 1711 wurde die Kirche neu gebaut. Sie besitzt Fresken des Waadtländer Malers Louis Rivier (1943) und steht unter Denkmalschutz. Die neue katholische Kirche wurde von 1843 bis 1847 errichtet und 2003 renoviert. Das Ortsbild wird geprägt durch Bauernhäuser aus dem 18. und 19. Jahrhundert. Das einstige Schloss aus dem 12. Jahrhundert zerfiel im Lauf der Zeit allmählich zur Ruine, die letzten Spuren wurden zu Beginn des 20. Jahrhunderts beseitigt. Heute erinnert nur noch der Flurname Le Château bei einem Bauernhof an den Standort des ehemaligen Herrensitzes.